# Апартеїд
Апартеї́д (від афр. apartheid — «роздільність») — офіційна політика расової дискримінації, сегрегації та гноблення, яку впродовж 1948—1991 рр. проводили правлячі кола Південно-Африканської Республіки проти місцевого чорношкірого населення, а також переселенців з Азії.
В основу цієї політики було покладено ідею про відособлений розвиток європейського і неєвропейського населення Південної Африки. Внаслідок застосування норм апартеїду більшість населення ПАР була зведена до безправного стану. Кольорове населення (бантові, індійці, метиси) не мали таких цивільних прав, які мали білі. Наприклад, 23 млн чорношкірих не мали права голосу на виборах у парламент.
Режим апартеїду дискредитував уряд ПАР перед світовою громадою. В 1976 р. набрала чинності Міжнародна конвенція ООН про припинення злочинів апартеїду і покарання за нього. Ліквідація системи апартеїду почалася після приходу до влади в ПАР уряду Фредеріка де Клерка (1989). У 1991 р. президент ПАР Ф. де Клерк скасував дію основних елементів законів про апартеїд.

## Вживання терміна в міжнародному гуманітарному праві
Міжнародне гуманітарне право визначає апартеїд як один із видів злочинів проти людяності, нелюдські діяння, які здійснюються свідомо шляхом широкомасштабного або систематичного нападу на цивільних осіб, що вчиняються в контексті інституціоналізованого режиму систематичного гноблення і панування однієї расової групи над іншою расовою групою або групами з метою збереження такого режиму.

## Хронологія апартеїду

### Події, які передували апартеїду
- 1865 — Сер Феофіл Шепстоун заявив, що чорношкірі в Наталі не можуть голосувати.
- 1891 — В Оранжевій Республіці заборонено проживати особам азійського походження.
- 1894 — Сесіл Джон Родс заборонив метису Крому Гендриксу брати участь у змаганнях з крикету, що відбувалися у Британії, за команду Капської провінції.
- 1902 — договір у Феріініхіні, що оголосив кінець Другої англо-бурської війни.
- 1903 — Альфред Мілнер заснував SANAC («South African Native Affairs Commission», «Південно-Африканську комісію з національних справ»).
- 1905 — Альфред Мілнер запропонував обов'язкову сегрегацію у Капських школах.
- 1907 — британським парламентом ратифікований південноафриканський закон, який дозволяв обиратися та бути обраним до парламенту лише особам європейського походження.
- 1910 — засновано Південно-Африканський Союз.
- 1913 — Національний Акт про землю позбавив чорношкірих права приватної власності на землю.

### Апартеїд
- 1948 — прихід до влади Національної партії.
- 1949 — Закон про заборону змішаних шлюбів, закон про окрему чергу у відділення поштового зв'язку для білих і кольорових.
- 1950 — ухвалено Акт про реєстрацію населення, Акт про територіальне розмежування національних груп, Закон про боротьбу з комунізмом, Закон проти аморальності та ін.
- 1953 — введені законом відокремлені заклади для білих і небілих.
- 1954 — комісія Томлісона рекомендує відокремлений розвиток «чорних» районів. Фактично вони перетворюються на резервації для чорних. Ухвалено Закон про розселення.
- 1955 — Закон про місце проживання етнічних груп.
- 1956 — Закон забороняє чорношкірим перебувати в автобусах з білими.
- 1959 — Закон про інвестиції в бантустани.
- 1960 — 69 чорношкірих вбито і 180 поранено під час заворушень у Шарпевіллі.
- 1961 — Закон про індійські резервації, Закон про міські ради банту.
- 1966 — Шостий округ у Кейптауні оголошений «білим районом». Приблизно 150 000 осіб було переселено.
- 1976 — В Совето (південно-західна околиця Йоганнесбурга) спалахнуло повстання чорношкірих, які протестували проти введення обов'язкового вивчення мови африкаанс. Поліція застосувала сльозоточивий газ і собак проти школярів. Багато дітей було застрелено поліцією.
- 1984 — Після референдуму серед білих виборців, ухвалено нову Конституцію й утверджено три палати парламенту.
- 1985—1986 — Режими надзвичайного стану у Південній Африці через масові заворушення чорношкірих.

### Кінець апартеїду
- 2 лютого 1990 — президент Де Клерк на відкритті парламенту заявив, що Африканський національний конгрес та інші групи буде легалізовано, а Нельсона Манделу буде звільнено.
- 11 лютого 1990 — борця проти апартеїду Нельсона Манделу було звільнено з в'язниці Віктор-Ферстер-Паарл (що за 70 км на північний схід від Кейптауна) після 27-річного політичного ув'язнення.
- 1992 — 68,6 % білих африканців на референдумі підтвердили курс країни на демократію.
- 25 червня 1993 — Бойовики AWB на чолі з Юдженом Тербланшем взяли штурмом приміщення Всесвітнього торгового центру в Кемптон-Парку, з метою зірвати переговори про мирну передачу влади чорній більшості.
- 1994 — перші нерасові, демократичні вибори. Африканський національний конгрес прийшов до влади.

## Передвісники апартеїду
У 19 ст. Британська колоніальна адміністрація ввела систему т. зв. Пропускних законів в Капській колонії і колонії Наталь.
Вони виходили з необхідності регулювання руху чорних людей з племінних регіонів до зайнятих білими і кольоровими людьми районами під британським правлінням. Були ухвалені закони, що не тільки обмежують рух чорношкірого населення в цих районах, а й також ті, що забороняли їх пересування з одного району в інший без підписаного пропуску. Чорношкірим було заборонено перебувати на вулицях міст в Капській колонії і Наталь після настання темряви, і вони були змушені носити свої перепустки в будь-який час.
Виборчий та Балотувальний Акт 1892 р. встановлював фінансовий і освітній ценз для чорних виборців, а Натальська Законодавча Асамблея у 1894 р. ухвалила Білль, що позбавляв індіанців права голосу.. 1905 року Загальний Білль з регуляції пропусків відмовив чорношкірим у голосування загалом, обмежив їх ареал пропускних територій і встановив горезвісну систему пропусків. Потім вийшли Азійський Реєстраційний Акт (1906), який вимагав від всіх індійців зареєструватися і пред'являти пропуски, Південно-Африканський Акт (1910), що надавав виборчі права білим, надаючи їм повний політичний контроль над усіма іншими расовими групами і позбавляв права чорношкірим сидіти у парламенті, Акт про осілість (Native Land Act)(1913), які забороняв усіх чорношкірим, за винятком тих, що в Капській провінції, купувати землі за межами резервацій, ,. Білль поселенців у міських територіях (1918), що визначав для чорношкірих певні місця для проживання («локації»), Міський Акт (1923), який встановлював сеґрегацію за місцем проживання і забезпечив дешевою робочою силою промисловість під керівництвом білих, Акт про колір в барах (1926), що запобігання будь-якому чорному мати кваліфіковану професію, Акт про місцеве самоврядування (1927), що зробив Британську корону, а не вождів, вищою главою у всіх африканських справах, Акт батьківщини і довіри (1936), який доповнював Акт про осілість і землю (1913), і в тому ж році Акт про представництво корінних жителів, який вилучав попередніх чорних виборців з списку виборців у Капській провінції.. Одні з перших складових узаконення сеґрегації були ухвалені урядом Яна Смутса, який очолював Об'єднану партію. Це був Біль про азійське землекористування (1946), який забороняв будь-який подальший продаж землі індійцям.
Уряд Об'єднаної партії Яна Смутса почав відходити від жорсткого дотримання законів сегрегації. Через побоювання расової асиміляції парламент створив комісію Сауера для розслідування наслідків діяльності політики Об'єднаної Партії. Комісія прийшла до висновку, що інтеграція призведе до «втрати ідентичності» для всіх расових груп.

## Встановлення апартеїду

### Вибори 1948 року
На виборах 1948 р. основною африканерською націоналістичною партією була Herenigde Nasionale Party (Возз'єднана Національна партія) під керівництвом протестантського священнослужителя Даніеля Франсуа Малана, яка побудувала свою передвиборчу кампанію на ідеї політики апартеїду. Вона з невеликим відставанням перемогла Об'єднану партію Смутса і сформувала коаліційний уряд з іншою африканерською націоналістичною партією — Африканерською партією. Малан став першим прем'єр-міністром часів апартеїду, і обидві партії пізніше об'єднались у Національну партію (НП).

### Узаконення апартеїду

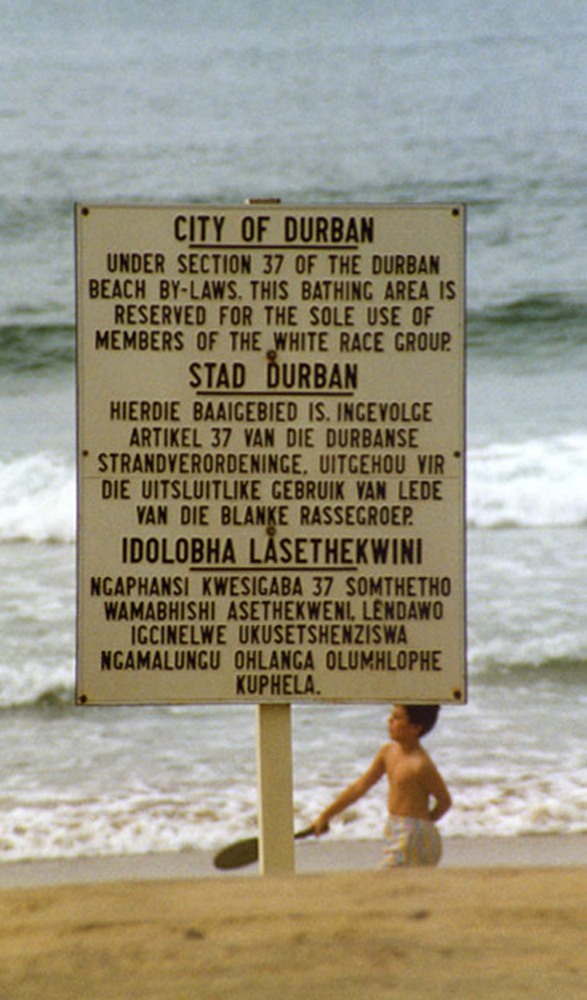
«Дрібний апартеїд»: знак на пляжі в Дурбані англійською мовою, африкаанс і зулуською (1989)

Лідери Національної партії стверджували, що Південна Африка не становить єдиної нації, і складається з 4-ох різних расових груп: білі, чорні, кольорові та індійці. Ці групи пізніше були розділені на 13 «нації» або расові федерації. Білі люди охоплювали англо- і африкаансомовні групи; чорношкіре населення було розділене на 10 груп.
Держава ухвалила закони, які проклали шлях до «великого апартеїду», що був спрямований на відділення і примушення людей жити в окремих місцях, визначених за расовою ознакою. Крім того, ухвалили закони «дрібного апартеїду».
Першим великим законом апартеїду був Закон про реєстрацію населення 1950 року, який офіційно встановлював расову класифікацію та впроваджував посвідчення особи для всіх осіб віком старше ніж 18, із зазначенням їхньої расової приналежності. Були створені офіційні органи для того, щоб прийти до кінцевого висновку про расову належність людей, чия раса була неясна. Це викликало труднощі, особливо для кольорових людей.
Другим опорним законом апартеїду був Закон про групове розселення 1950 р.. Досі більшість поселень включали людей різних рас, що жили пліч-о-пліч. Цей закон поклав кінець расовому різноманіттю областей і визначив, хто і де повинен жити за ознакою раси. Кожній расі було відведено свою територію. Ця норма була використана у подальші роки як основа для примусового виселення. Подальші закони у 1951 році дозволили уряду знести нетрі чорних і примусити білих роботодавців платити за будівництво житла для тих чорних робітників, яким було дозволено проживати в містах.
Закон про заборону змішаних шлюбів 1949 р. забороняв шлюби між представниками різних рас, а Закон про аморальність 1950 р. зробив сексуальні стосунки з людиною іншої раси кримінальним злочином.
Закон про окремішність місць дозвілля 1953 року робив окремими для тієї чи іншої раси пляжі, автобуси, лікарні, школи та університети. Вивіски, такі як «тільки для білих» з'явилися в громадських місцях, включаючи навіть лавки у парках. Чорній людині послуги надавалися набагато гірші, ніж білим і меншою мірою, ніж індійцям і кольоровим людям. Закон 1956 р. встановлював расову дискримінацію у сфері зайнятості.
Подальші закони ставили за мету придушення будь-якого опору, особливо збройного опору апартеїду. Закон про придушення комунізму 1950 р. забороняв Південно-Африканську комуністичну партію і будь-які політичні партії, які уряд мав в праві розглядати, як «комуністичні». Безладні збори були заборонені, тому що вважалися акціями, що представляють загрозу для уряду.
Освіта була розділена нормами Освітнього закону бантустанів від 1953 р., який встановив окремі системи освіти для африканських студентів, і був покликаний підготувати чорношкірих до життя трударів У 1959 р. окремі університети були створені для чорних, кольорових і індійців. Існуючі університети не могли зараховувати нових чорношкірих студентів. Африкаанс Медіум декрет 1974 р. вимагав використання мови африкаанс та англійської мов як рівноправних у вищих навчальних закладах за межами компактного проживання африканерів.
Закон про владу бантустанів від 1951 р. створював окремі урядові структури для чорношкірого населення і був першим законодавчим актом, впровадженим для підтримки плану уряду щодо окремого розвитку бантустанів. Просуванням Закону про чорне самоврядування від 1958 р. вкорінювало політику Національної партії щодо заснування номінально незалежних гомлендів («батьківщин») для чорних людей. Так звані «самоуправні банту одиниці» були запропоновані для того, що їм могли бути надані адміністративні повноваження з подальшою автономією та самоврядуванням. Закон про інвестиційні корпорації Банту від 1959 р. створив механізм передачі капіталу батьківщині для того, щоб створити робочі місця там. Законодавство 1967 р. дозволило урядові зупинити промисловий розвиток у «білих» містах і перенаправити його розвиток на гомленди («батьківщини»). Закон про громадянство Чорного Гомленду від 1970 р. знаменує собою новий етап у стратегії бантустанів. Він змінив становище чорношкірих, що проживають в Південній Африці в тому плані, що вони вже не були громадянами ПАР, але натомість стали громадянами однієї з 10 автономних територій. Мета такої політики полягала в забезпеченні демографічної більшості білих людей в Південній Африці.
Міжрасові контакти в спорті не схвалювалися, але окремого закону про відокремлення у сфері спорту не існувало. Проте уряду вдалося зберегти сеґрегацію в спорті з використанням інших законодавчих актів, таких, як Акт про території національних груп.
Уряд посилив існуючі закони, примушуючи чорних південноафриканців нести документи, що засвідчують особу для запобігання міграції чорних у «білу» Південну Африку. Будь-які чорні жителі міст повинні були бути працевлаштовані. Родини з міст були виключені, відокремлювалися дружини від чоловіків і батьки від дітей.

### Позбавлення виборчого права кольорових
У 1950 р., Д. Малан оголосив про намір Національної Партії створити Департамент Кольорових справ. Йоган Джерардус Стрійдом наступник Малана на посаді прем'єр-міністра, зажадав позбавити права голосу чорних і кольорових жителів Капській провінції. Попередній уряд першим представив Білль про роздільне представництво виборців у парламенті у 1951 році, однак група з чотирьох виборців, Г. Гарріса, В. Д. Франкліна, В.Д Коллінза і Едгара Діна оскаржила його дії в суді за підтримки Об'єднаної партії. Верховний суд Капської провінції залишив у силі дію закону, але апеляційний суд скасував його, оголосивши акт недійсним, оскільки дві третини голосів у спільному засіданні обох палат парламенту необхідно для того, щоб змінити усталені положення Конституції. Тоді уряд вніс Білль про Високий суду парламенту (1952), який давав парламенту право скасовувати рішення суду. Верховний суд Капської провінції і Апеляційний суд оголосили цей акт теж недійсним.
У 1955 році уряд Стрійдома збільшив кількість суддів порівняно з Апеляційним судом з 5 до 11, і призначив пронаціоналістичних суддів. У тому ж році вони запровадили Закон про Сенат, який збільшив сенат з 49 до 89 місць.. Вийшло так, що Національна партія отримала 77 місць. Парламент у 1956 році на своїй сесії прийняв Білль про роздільне представництво виборців у парламенті, який відділяв кольорових виборців від загальних виборців у Кейпі. Був сформований новий спеціальний список виборців для кольорових Відразу ж після цього голосування Сенат був відновлений до свого початкового розміру. Акт сенату було оскаржено у Верховному суді, але Апеляційний суд, в якому були пронаціоналістичні судді, посаджені урядом, відхилив скаргу опозиції і підтримав Акт сенату, а також Закон про видалення кольорових виборців.

### Система гомлендів
За допомогою системи гомлендів, уряд ПАР намагалися розділити Південну Африку на окремі держави, кожна з яких повинна була перетворитися на окрему національну державність для різних етнічних груп.

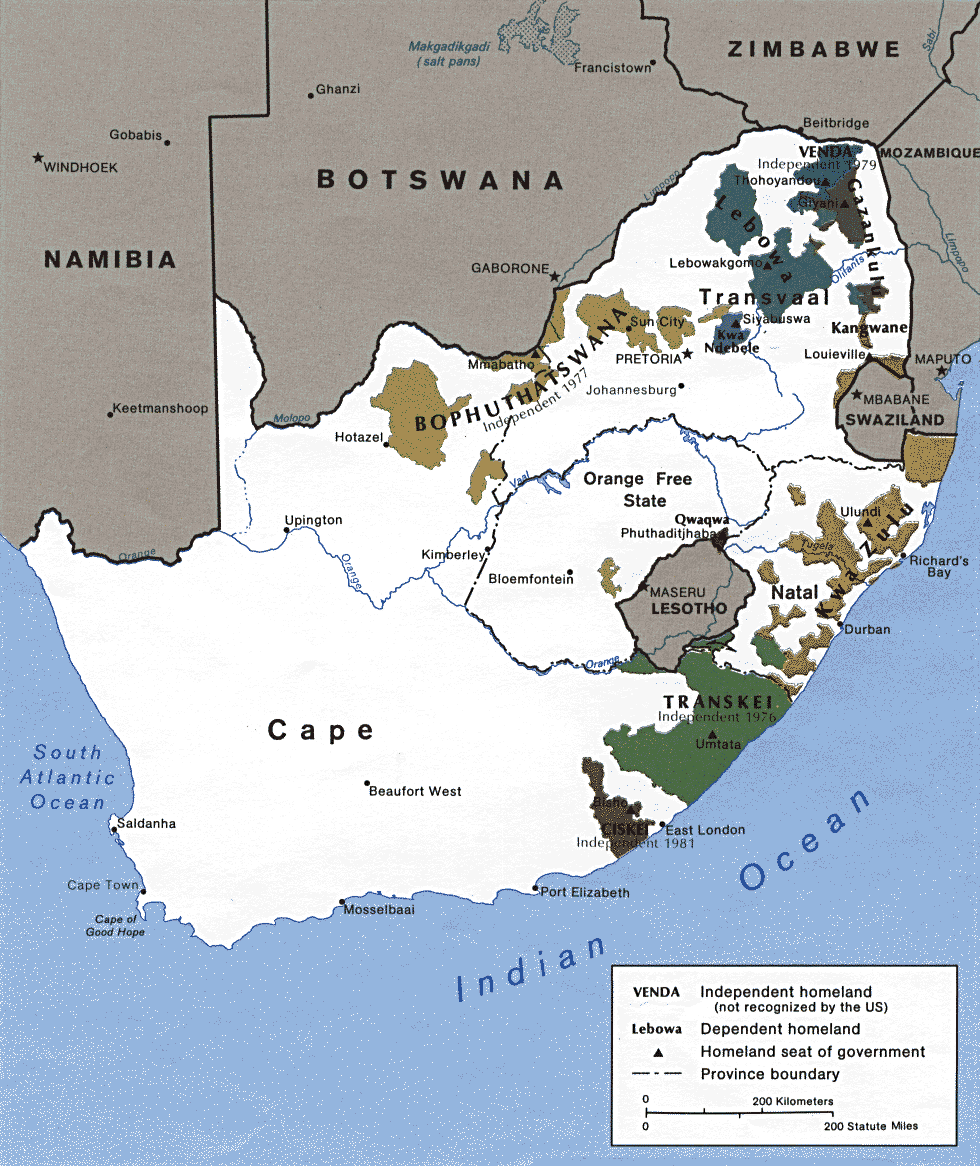
Карта, що показує розміщення бантустанів у ПАР

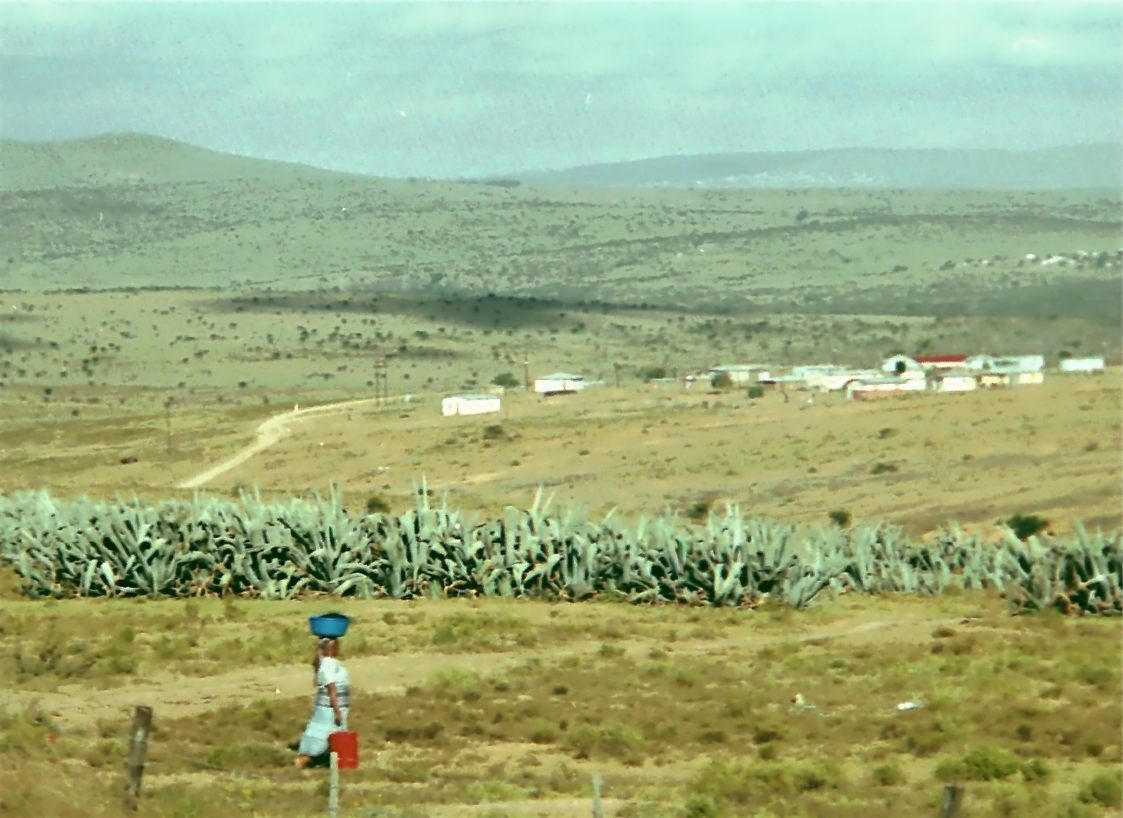
Сільська місцевість у Сіскей, в одному із бантустанів часів апартеїду

Територіальне відмежування не було новацією. Наприклад, у дев'ятнадцятому столітті були створені т. зв. «резервації» під британським правлінням. В епоху апартеїду 13 % землі були відведені для чорних гомлендів, що можна вважати відносно невеликим обсягом порівняно із загальною чисельністю населення, і в цілому ці землі були економічно непродуктивними районами країни. Комісія Томлінсона (1954) виправдала апартеїд і систему батьківщин, проте заявила про необхідність додаткових ділянок землі, які повинні бути надані гомлендам, але ці рекомендації не були виконані.
З приходом до влади д-ра Гендріка Френча Фервурда в 1958 році наріжним каменем його політики стає політика «Окремого розвитку». Фервурд дійшов до розуміння, що слід надати незалежність цим землям. Уряд виправдовував свої плани на тому, що «політика уряду — це не політика дискримінації за ознакою раси чи кольору шкіри, а політику диференціації на основі державності різних народів, надання кожному права самовизначення в межах кордонів своєї батьківщини — звідси і така політика роздільного розвитку». Згідно з системою гомлендів, чорношкірі більше не були громадянами ПАР. Вони натомість стали громадянами лише незалежного гомленду, а працювали в ПАР як іноземні робітники-мігранти на основі тимчасового дозволу на роботу. У 1958 р. був прийнятий Акт про заохочення Чорного самоврядування, і була заснована Інвестиційна корпорація Банту для сприяння економічному розвитку і забезпечення зайнятості в межах або поблизу гомленду. Багато чорних південноафриканців, які ніколи не проживали у зазначених гомлендах, однак, насильно були вигнані з міста, щоб жити у цих бантустанах.
Зрештою, 10 гомлендів (бантустанів) були розподілені для різних етнічних груп: Лебова (Північні сото, також знаний як Педі), Кваква (Південне сото), Бопутатсвана (Тсвана), Квазулу (Зулуси), Кангване (Свазі), Транскей і Сіскей (Коса), Ґазанкулу (Тсонга), Венда (Венда) і Квандебеле (Ндебеле). Чотири з них здобули незалежність (у 1976 році Транскей, Бопутатсвана в 1977 році, Венда в 1979 році, і Сіско в 1981 р.), хоча вони ніколи не були визнані в будь-якій іншій країні.
Як тільки бантустанам було надано номінальну незалежність, для їх жителів було скасовано громадянство Південної Африки і замінено громадянством гомленду. Цим людям були видані паспорти замість банківських розрахункових книжок. Громадяни номінально автономних бантустанів також обмежувалися на право південноафриканського громадянства, тобто вони вже не вважається південноафриканськими громадянами. Уряд ПАР намагався провести рівнозначність між його бачення чорних громадян гомлендів і проблемами, з якими країни зіткнулися в результаті проникнення нелегальних іммігрантів.

### Насильні депортації
У 1960-х, 1970-х і на початку 1980-х років, уряд проводить політику переселення, щоб змусити людей перейти на відведені їм «етнічні райони». За деякими даними, три з половиною мільйона людей були змушені переселитися в цей період. Під депортації підпадали люди, що підпалади під програму «очищення» переселення зі старих будинків, наймити на фермах білих, жителі так званих «чорних плям», чорноземних районів, навколо яких були ферми білих, члени родин працівників, що проживали в селищах поруч з гомлендами, і "додаткові люди з міських районів, у тому числі тисячі людей із Західної Капської провінції (яка була оголошена «районом з переважаючою більшістю кольорових робітників»)). Вони були переселені в Транскей і Сіскей . Найгучніша примусова депортація 1950-х років відбулася в Йоганнесбурзі, коли 60 тисяч людей були переміщені в нове селищі Совето
До 1955 р. Софіатаун був одним із небагатьох міських районах, де чорношкірим дозволялося володіти землею, і в ньому поступово поставали багаторасові нетрі. В міру зростання промисловості в Йоганнесбурзі, ріс і Софіатаун, який став місцем перебування чорної робочої сили і до того ж це було зручно через близькість до міста. Він також міг похвалитися єдиним в Йоганнесбурзі басейном лише для чорношкірих дітей. Будучи одним з найстаріших чорних поселень в Йоганнесбурзі, Софіатаун мав символічне значення для 50 000 чорних, тому що зберігав їх динамізм і унікальну культуру. Попри рішучий протест АНК і пропагандистську кампанію у всьому світі, знищення Софіатауну розпочалося 9 лютого 1955 р. згідно з Програмою Очищення Західних територій.
На світанку важко озброєні поліцейські увійшли у Софіатаун, щоб змусити жителів покинути свої оселі і завантажити свої речі на урядові вантажівки. Жителів були доставлені на велику ділянку землі, на 19 км від центру міста, відомого як Медоулендс. Медоулендс став частиною нового запланованим чорним містом, що було назване Совето. Нетрі Софіатауну були знищені бульдозерами, а на його місці було побудоване нове передмістя для білих Triomf (Тріумф). Такі заходи примусового переміщення та знищення чорних поселень повторювалася протягом найближчих кількох років, і не тільки для людей африканського походження. Примусові висилки з таких областях, як Като Манор (Мхумбане), в Дурбані і Шостий округ в Кейптауні, з яких 55 000 кольорових і індійців змушені були переїхати в нові селища, що на Капській рівнині. Ці заходи здійснювалися в рамках Акту про етнічні райони від 1950 року. Зрештою, майже 600 000 кольорових, індійців та китайців були переселені через цей Акт. Близько 40 000 білих були змушені покинути свої будинки, коли земля була передана від «білої Південної Африки» чорним бантустанам.

### Дрібний апартеїд
Національна партія просунула ряд законів, які стали відомі під загальною назвою «дрібний апартеїд». Першим з них був Закон про заборону мішаних шлюбів № 55 від 1949 року, що забороняв шлюби між білими і особами інших рас. Поправка № 21 до Акту про аморальність від 1950 року (з поправками, внесеними в 1957 році відповідно до Закону 23) забороняла «незаконне расове спілкування» і «аморальну або будь-які непристойні дії» між білим і африканцем, індійцем або кольоровим.
Чорношкірим було заборонено вести бізнес або займатися професійною діяльністю в тих областях, які позначені як «біла Південна Африки», без відповідного дозволу. Вони повинні були переїхати в чорні «гомленди» і створювати підприємства і працювати лише там. Транспорт і громадські місця були розділені за расовим принципом. «Чорні» автобуси зупинилися на «чорних» автобусних зупинках, а «білі» — на «білих». Потяги, лікарні і машин швидкої допомоги також підпадали під сеґрегацію Через нечисельність білих пацієнтів і той факт, що білі лікарі воліли працювати в білих лікарнях, умови у білих лікарнях були набагато кращі, ніж у переповнених лікарнях для чорних.. Чорношкірі були виключені з житлових і робочих територій для білих, якщо вони не мали пропусків dompas («пропуск для тупих»). Тільки з чорношкірі «10 категорії» (ті, які мігрували в міста до Другої світової війни) були виключені з цього дискримінаційного списку. Пропуск видавався тільки із затвердженими роботи. Дружина і діти повинні були залишатися в чорному бантустані. Пропуск видавався на один судовий район (як правило, одне місто). Будучи без дійсного пропуску особа підлягала арешту і засуджувалася як нелегальний мігрант. Це часто супроводжувалося депортацією у гомленд людини та переслідуванням роботодавця, що наймав нелегальних мігрантів. Поліція патрулювала білі райони, щоб оточити чорношкірих нелегалів без пропуску. Чорношкірим не дозволяли працевлаштовувати білих у «білій Південній Африці».
Хоча профспілки для чорних і кольорових (метисів) працівників існували з початку 20 століття, вони фактично не функціонували аж до 1980-х років, коли реформи дали поштовх розвитку масового чорного профспілкового руху.
У 1970-х на освіту для чорних дітей в системі освіти бантустанів (система освіти практикувався в чорних школах Південної Африки) державних коштів витрачалося лише десята частину від того, скільки витрачалося на білу дитину. Вища освіта надавалася в окремих університетах і коледжах після 1959 року. У гомлендах було створено вісім чорних університетів. Форт-Хейр університет в Сіскей (нині Східний Кейп) був тільки косамовних студентів. Сото-, тсвана-, педімовні вступали у новостворений Університетський коледж в Північному Турфлоупі, тоді як Університетський коледж Зулуленду слугував місцем для навчання зулуських студентів. Кольорові і індійці мали свої заклади в Капській провінції і Наталі, відповідно.
Крім того, кожний чорний бантустан мав свою окрему освітню, поліцейську систему, а також систему охорони здоров'я. Чорношкірі не могли купити спиртного. Вони могли купити лише пиво низької якості, вироблене на державних заводах (хоча ця норма була пізніше послаблена). Громадські пляжі були розділені за расовим принципом. Громадські басейни, деякі пішохідні мости, місця для стоянок автомобілів біля кінотеатрів, кладовища, парки та громадські туалети були також розділені. Кінотеатри, театри у «білих» зонах не допускали чорношкірих. Практично не існувало кінотеатрів в чорні районах. В більшість ресторанів і готелів, що знаходилися у білих районах чорношкірим не дозволялося заходити, за винятком тих, хто був співробітником цих закладів. За поправкою до Закону про Рідну церкву від 1957 року, чорношкірим африканцям було заборонено відвідувати церкви, що знаходилися у межах «білих» зон. Однак ця норма ніколи жорстко не контролювалася, і церкви були одним із небагатьох місць, куди могли приходити люди різних рас без втручання закону. Чорношкірі заробляли 360 рендів на рік, і 30 рандів на місяць, або більше сплачували як податки, а заробіток білого був більш ніж удвічі вищим, 750 рандів на рік, а сплачувалося 62,5 рандів податків на місяць. З іншого боку, ставка оподаткування серед білого населення була значно вищою, ніж у чорного.
Чорношкірі ніколи не набували землі у білих районах. У бантустанах велика частина землі належала «племені», де місцевий вождь вирішував, як земля має використовуватися. Це призвело до того, що білим належали майже всі промислові та сільськогосподарські угіддя, і більша частина дорогих земель під житло. Більшість чорних були позбавлені громадянства ПАР, коли бантустани стали «незалежними». Таким чином, чорні не могли подати заявку на отримання південноафриканських паспортів. Право запиту на отримання паспорта було важкодоступним для чорношкірого, а уряд стверджував, що паспорт — це привілей, а не право. Таким чином, влада не дала паспортів багатьом чорношкірим. Апартеїд в Південній Африці глибоко проникнув у африканську культуру, а також право. Його ідеологія підкріплювалася багатьма засобами масової інформації. Апартеїд відділив людей різних людей і обмежив їхнє спілкування.

### Кольорова класифікація
Населення було поділене на чотири групи: чорні, білі, індійці і кольорові. В кольорову групу входили люди мішаного походження на основі народів банту, койса і нащадків європейців (або часто малайців, особливо в Західній Капській провінції). Бюрократія апартеїду розробила комплекс (і часто довільно) критеріїв у той час, як Закон про реєстрацію населення був впроваджений для того, щоб визначити, хто належить до кольорових. Дрібні чиновники розробили спеціальні тести, які б могли визначити чи та чи інша особа належить до кольорових чи до чорних, до кольорових чи білих. Виходило так, що члени однієї сім'ї опинялися в різних расових групах. Подальші тести визначили різні субрасові групи кольорових. Багато хто з тих, хто раніше належав до цієї расової групи, виступали проти продовження використання терміна «кольоровий» у період після закінчення епохи апартеїду, хоча цей термін не мав під собою якогось правового змісту. Вирази «так звані кольорові» (по-африкаанс sogenaamde Kleurlinge) і «коричневі люди» (bruinmense) набули широкого вживання у 1980-х рр.
Дискримінація за апартеїду кольорових були справою державної політики, і вони змушені були жити в ізольованих селищах, в деяких випадках в окремих будинках, які займали з покоління в покоління, але отримували недостатню освіту, хоча і кращу, ніж для чорношкірих південноафриканців. Вони зіграли важливу роль у боротьбі з апартеїдом: наприклад, Африканська Політична Організація, що була заснована у 1902 р. складалася суто з кольорових.
Кольорові були позбавлені права голосу так само, як чорношкірі з 1950 по 1983 рік. Тим не менше в 1977 році з'їзд Національної партії схвалила пропозиції допустити кольорових і індійців до центрального уряду. 1982 року серед білих виборців проводився референдум щодо остаточного вирішення цього питання, і трипалатний парламент затвердив ці зміни. Реформована Конституція наступного року дозволити кольоровим і азійцям брати участь в окремій палаті трипалатного парламенту, а Бота став першим виконавчим президентом. Обговорювалося питання, що кольорові меншини могли отримати право голосу, але чорна більшість повинна була стати громадянами незалежних бантустанів. Ці окремі норми працювали до скасування апартеїду. Трипалатна реформа призвела до утворення налаштованої проти апартеїду UDF, як засіб запобігання входження кольорових і індійців у союз з білими південноафриканцями. Подальша боротьба між урядами UDF та НП з 1983 по 1989 р. стала напруженим періодом боротьби між лівими і правими південноафриканцями.

### Жінки під час апартеїду
Колоніалізм і апартеїд справили великий вплив на становище жінок, оскільки вони страждали від расової та гендерної дискримінації. Пригнічення африканських жінок відрізнялося від дискримінації відносно чоловіків. Вони мали дуже незначні юридичні права, а то й взагалі їх не мали, не мали доступу до освіти і права володіти власністю. Роботу часто було важко знайти, але багато африканських жінок працювали як домашня прислуга або сільськогосподарські працівниці, хоча заробітна плата була дуже низькою, якщо вона існувала.. Діти страждали від хвороб, викликаних недоїданням і санітарними проблемами, а рівень смертності був високим. Керований рух африканських робітників у країні через Закон Міських уродженців 1923 року і пропускний режим, члени сім'ї були розділені одне від одного, оскільки люди зазвичай працювали в міських центрах, а жінки були змушені залишитися у сільській місцевості. Інститут шлюбу та народжуваності також контролювалися урядом проапартеїдською Нідерландською реформатською церквою, що намагалися обмежити народжуваність африканців.

### Інші меншини
Східноазійська меншина в Південній Африці, яка, здавалося, не належала до жодної з чотирьох груп, була постійною дилемою для уряду апартеїду. Китайці Південної Африки, які були нащадками мігрантів, що приїхали працювати на золотих копальнях навколо Йоганнесбургу наприкінці дев'ятнадцятого століття, були класифіковані як «інші азійці» і, отже, «не-білі», а іммігранти з Японії і Тайваню, з якими ПАР підтримувала дипломатичні та економічні стосунки, були визнані «почесними білими» з тими ж привілеями, як і звичайні білі.

### Консерватизм
Уряд Національної партії здійснював, поряд з апартеїдом, програму соціального консерватизму. Порнографія, азартні ігри та інші вади суспільства були заборонені. Була заборонена робота в неділю кінотеатрів, магазинів, що торгують алкоголем і більшості інших підприємств. Аборти, гомосексуальність та сексуальна освіта були обмежені. Аборт був законним тільки у випадку зґвалтування або якщо життя вагітної перебувало під загрозою.
Телебачення не запроваджувалося аж до 1976 р., тому що уряд розглядав його як небезпеку. Телебачення також працювало на політичній лінії апартеїду — канал TV1 вів трансляції мовами африкаанс та англійською (орієнтований на білу аудиторію), TV2 — мовою зулу і коса і TV3- мовою сото, тсвана і педі (спрямовані на чорну аудиторію), і TV4 показала основному програми для міського чорного населення.

## Внутрішня опозиція апартеїду

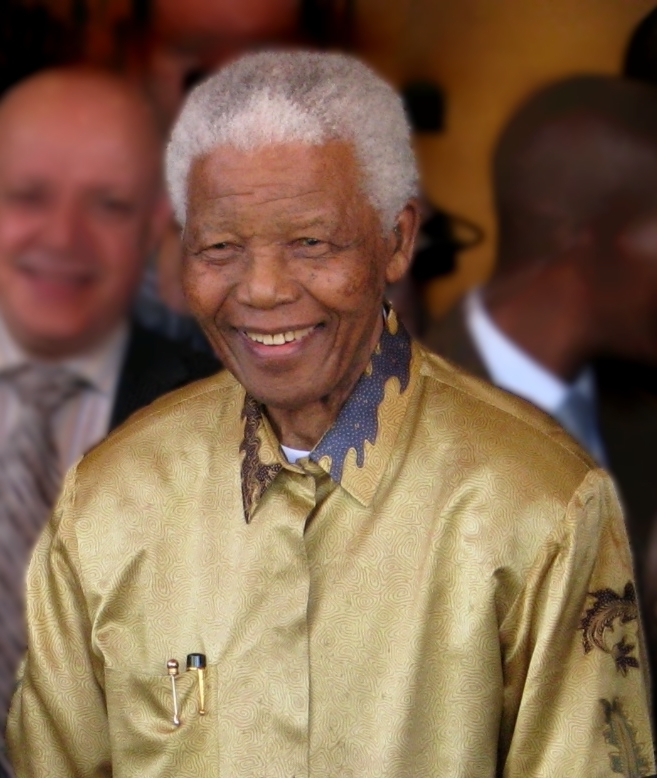
Нельсон Мандела — символ боротьби проти апартеїду

Система апартеїду викликала значний внутрішній опір. Уряд відповів на ряд народних повстань і протестів жорстоким придушенням силами поліції, що, у свою чергу, загострило збройну боротьби проти уряду. Внутрішній опір системі апартеїду в Південній Африці пройшов декількох етапів і призвів до створення організацій, що займалися як мирними протестами, чинили пасивний опір, так і діяли радикальними збройними методами.
У 1949 році молодіжне крило Африканського національного конгресу (АНК) взяло під свій контроль організацію і почало пропаганду радикальної націоналістичної чорної програми. Нові молоді лідери закликали до того, що влада білих повинна бути тільки скинута через масові акції. 1950 року стартувала Програма дій, що включала ряд страйків, бойкотів та акцій громадянської непокори, що призвело до запеклих зіткнень з владою.
У 1959 році група розчарованих членів АНК сформувала Панафриканський конгрес (ПАК), що 21 березня 1960 р. організував акцію протесту проти системи пропусків. Один з протестів відбувся в селищі Шарпевілі, де 69 осіб були вбиті поліцією. В історію ця подія подія увійшла під назвою Шарпевілльська бійня.
Після інциденту в Шарпевілі уряд оголосив надзвичайний стан. Понад 18 000 чоловік було заарештовано, у тому числі лідери АНК і ПАК, і обидві ці організації були заборонені. Рух спротиву пішов у підпілля. Деякі лідери виїхали за кордон, а дехто залучився до кампанії внутрішнього саботажу та тероризму.
У травні 1961 року до оголошення Південної Африки Республікою, зібрання, що представляло заборонену АНК закликало до переговорів між членами різних етнічних груп, погрожуючи демонстраціями і страйками під час проголошення Республіки, якщо їхні заклики будуть проігноровані.
Коли уряд проігнорував їх, страйкарі (у тому числі основний організатор 42-річний Нельсон Мандела) виконали свої погрози. Уряд почав рішуче діяти, надаючи поліції право затримувати людей на термін до 12 днів. Було арештовано багатьох лідерів страйку, в тому числі на фоні численних випадках жорстокості з боку поліції. Розігнані протестувальники скасували страйк. АНК потім вирішив почати збройну боротьбу в рамках нещодавно сформованого військового крила, Умхонто ве Сізве (МК), яке мало виконувати акти саботажу проти державних структур. Його перший акт саботажу був здійснений 16 грудня 1961 року, в річницю Битви на Кривавій річці.
У 1970 р. під впливом руху «Американська чорна влада» студентами вищих навчальних закладів було створено Рух Чорної Свідомості. Рух популяризував честь і гідність чорних, африканські звичаї і багато зробив для зміни почуття неповноцінності, що прищепили чорношкірим творці системи апартеїду. Лідер руху Стів Біко був узятий під варту 18 серпня 1977 р. і був убитий в ув'язненні.
У 1976 р. учні Совето вийшли на вулиці на знак протесту проти примусового вивчення мови африкаанс. 16 червня поліція відкрила вогонь по студентах, мирних учасниках протесту. Згідно з офіційними даними 23 людини було вбито, а за даними інформаційних агентств, кількість вбитих сягала 600 осіб, а 4000 людей було поранено. У наступні роки були створені деякі студентські організації з метою протесту проти апартеїду, і ці організації займали чільне місце у проведенні бойкотів у міських школах у 1980 і 1983 роках, а також сільських бойкоти в 1985 і 1986 роках.
Синхронно зі студентськими протестами, почали свої акції протесту профспілки (1973 і 1974 рр.). Після 1976 р. профспілки та працівники почали відігравати важливу роль у боротьбі проти апартеїду, заповнюючи вакуум, залишений після того, як були заборонені політичні партії. 1979 року чорні профспілки були легалізовані і змогли брати участь у колективних переговорах, хоча страйки були, як і раніше, поза законом.
Приблизно в той же час церкви і релігійні групи також виступили ще одною рушійною силою опору. Лідери церкви були не захищені від кримінального переслідування, а деякі релігійні організації були заборонені, але духовенство в цілому мало більше свободи, щоб критикувати уряд, ніж борці.
Хоча більшість білих підтримувала політику апартеїду близько 20 % виступали проти. Парламентську опозицію зібрали навколо себе Хелен Сузман, Колін Еглін і Гаррі Шварц, які потім сформували Прогресивну федеральну партію. Позапарламентські засоби боротьби переважно практикувала Південно-Африканська комуністична партія і жіноча організація Чорний пояс. Жінки також були залучені в боротьбу на чолі профспілкових організацій і заборонених політичних партій.

## Кінець апартеїду
До початку 1990-х років у свідомості правлячої еліти ПАР стали відбуватися зміни. Причиною цього стала різка зміна політичної ситуації у світі. З ослабленням і подальшим в 1991 році розпадом СРСР ПАР перестала бути для західних країн особливо важливим стратегічним партнером у боротьбі з поширенням комунізму. В умовах «Нового світового порядку», що був оголошений президентом США Джорджем Бушем (старшим) і передбачав побудову демократії в усьому світі, подальше збереження расово-сегрегованого ладу в ПАР вже ніяк не могло задовольняти США і країни ЄС. Стурбовані можливістю реальних економічних і політичних санкцій з боку Заходу, економічні кола ПАР посилили натиск на уряд, говорячи про необхідність «рішучих змін курсу».
На відкритті сесії парламенту в лютому 1990 року новообраний (15 серпня 1989 року) президент ПАР Фредерік де Клерк оголосив про зняття заборони на діяльність АНК, Панафриканського конгресу та Комуністичної партії і повне звільнення Нельсона Мандели.
2 травня 1990 р. відбулася зустріч лідерів АНК і Комуністичної партії ПАР з урядом ПАР, на якій було досягнуто згоди про проведення амністії та подальшої реабілітації політв'язнів. В'язні сумління випускалися із в'язниць, дисиденти могли вільно повернутися в ПАР з-за кордону. Їм гарантували імунітет від судових переслідувань за політичні переконання. До 30 квітня 1991 р. було звільнено 933 «борців проти апартеїду», проте 364 терористи залишилися в ув'язненні через серйозність скоєних ними злочинів. Всього в ПАР повернулося близько 6000 політичних емігрантів (відмовлено було лише 100 екстремістам).
У тому ж році рядом білих ліберальних політиків була запропонована нова державна модель, згідно з якою кожна расова група повинна мати рівну вагу в законодавчому органі для того, щоб жодна з них не могла панувати. Однак М. Мандела рішуче відкинув цю пропозицію. У своєму виступі на мітингу чорних радикалів в Кейптауні він заявив: «Фактори, які зробили необхідною збройну боротьбу, все ще існують сьогодні, у нас немає іншого виходу, окрім як продовжувати боротьбу».
Невизначеність політичної обстановки постійно підштовхувала де Клерка до нових рішучих кроків. На черговій зустрічі з Манделою він підписав протокол, який передбачав, що проєкт нової Конституції буде розроблений виборними конституційним зборами і що за підсумками виборів має бути сформований багаторасовий перехідний уряд. Аналогічні пропозиції висунув багатопартійний форум, названий Конвентом за демократичну Південну Африку (КОДЕСА).
Рух «Інката», який тепер став називатися Партією свободи Інката (ПСІ), виступив проти цієї угоди, і в грудні 1992 року вождь Бутелезі опублікував проєкт Конституції майбутньої держави у складі етнічного бантустана Квазулу і провінції Наталь. Інші лідери колишніх бантустанів (на той момент де-факто незалежних держав): Бопутатсвани і Сіскея також відмовилися брати участь у створенні багаторасової унітарної держави.
Почалися масові збройні сутички прихильників АНК і ПСІ.
У той же час активізували терористичні дії і бойовики Панафриканского конгресу. Бандити постійно нападали на поліцейських і білих фермерів. На мітингу 27 березня 1993 р. голова ПАК Кларенс Маквету відкрито взяв відповідальність на свою організацію за вбитих білу жінку і її дітей. Він заявив «Один фермер — одна куля! Ми збираємося вбивати всіх білих — і дітей, і старих. Це буде рік терору!»
10 квітня 1993 р. на порозі свого будинку в Боксбурзі був застрелений генеральний секретар Комуністичної партії ПАР Кріс Хані. Вбивство скоїв Януш Валюс (Janusz Waluś), польський іммігрант, прихильник Африканерського Руху Опору. Ця подія мала далекосяжні наслідки. «За одного Хані — тисячу бурів!» — Закликали на мітингах чорні екстремісти. Голова натальского відділення АНК Херрі Гвала закликав чорношкірих студентів оволодіти вогнепальною зброєю, для того щоб «вести переговори через приціли автоматів АК-47». Потім він сказав, що він «не готується померти за свободу, а готується вбивати за неї».
Біле населення між тим активно озброювалось. У 1990—1992 роках на день видавалося понад 500 ліцензій на носіння вогнепальної зброї. Був створений Африканерський народний фронт (АНФ), в який увійшли понад 20 організацій білих. Головою ради став його Ф. Гарценберг, а директорат очолив герой війни в Анголі генерал Констанд Вільюн (Constand Viljoen). Головними цілями АНФ було створення бурської народної армії (з числа резервістів) і досягнення самовизначення для африканерів.
Країна опинилася на порозі повномасштабної громадянської війни.
25 липня 1993 р. стався теракт, що мав серйозні міжнародні наслідки. Чотири чорношкірих терористи увірвалися під час богослужіння в Церкву Святого Якова в Кейптауні. Застосувавши ручні гранати та автомати, «борці з апартеїдом» вбили 12 і поранили 47 людей. У числі загиблих виявилися двоє рибалок з українського траулера «Апогей», троє були тяжко поранені.
У ситуації, що склалася, з огляду на сильний міжнародний тиск, Фредеріку де Клерку фактично не залишалося нічого іншого, як погодитися на проведення загальних демократичних виборів.
Вибори відбулися 26-29 квітня 1994 року. Переміг АНК, отримавши підтримку більшості виборців — 63 %, Національна партія набрала 21 % голосів.
9 травня 1994 р. Національна асамблея обрала президентом ПАР Нельсона Манделу.
Триваючи майже 45 років, період апартеїду в ПАР завершився.

## Міжнародна реакція
В 1987 році Генеральною Асамблеєю ООН проти ПАР було введено нафтове ембарго.